# American Idol (1.ª temporada)
A primeira temporada do American Idol estreou em 11 de junho de 2002  (sobre o título inteiro American Idol: The Search for a Superstar) e continuou até 4 de setembro de 2002. Ele foi vencida por Kelly Clarkson. Esta temporada foi co-apresentada por Ryan Seacrest e Dunkleman Brian, o último dos quais deixou a série após esta temporada.
A vencedora, Kelly Clarkson, assinou com a RCA Records, o selo em parceria entre o American Idol e 19 Entertainment. Após o final do programa, Clarkson lançou dois singles, incluindo a música de coroação, "Moment Like This".

## Audições regionais
Audições foram realizadas em Nova York, Los Angeles, Chicago, Dallas, Miami, Atlanta e Seattle na primavera de 2002, e cerca de 10 mil participaram das audições
| Data de exibição               | Cidade                         | Data                            | Local da audição                           | Cupons dourados |
| 11 de junho 2002               | Los Angeles, Califórnia        | 20–22 de abril de 2002          | Westin Bonaventure Hotel                   | 31              |
| 11 de junho 2002               | Seattle, Washington            | 23–25 de abril de 2002          | Hyatt Regency Hotel                        | 10              |
| 11 de junho 2002               | Chicago, Illinois              | 26–28 de abril de 2002          | Congress Plaza Hotel                       | 23              |
| 11 de junho 2002               | New York, New York             | 29 de abril - 1 de maio de 2002 | Millenium Hilton Hotel                     | 25              |
| 11 de junho 2002               | Atlanta, Georgia               | 3–5 de maio de 2002             | AmericasMart/ Callanwolde Fine Arts Center | 15              |
| 11 de junho 2002               | Dallas, Texas                  | 5–7 de maio de 2002             | Wyndham Anatole Hotel                      | 11              |
| 11 de junho 2002               | Miami, Florida                 | 11 de maio de 2002              | Fontainebleau Hilton                       | 6               |
| Bilhetes totais para Hollywood | Bilhetes totais para Hollywood | Bilhetes totais para Hollywood  | Bilhetes totais para Hollywood             | 121             |